# Taw (rzeka)
Taw (ang. River Taw) – rzeka w południowo-zachodniej Anglii, w hrabstwie Devon. Długość rzeki wynosi 72 km.
Źródło rzeki, Taw Head, znajduje się na terenie parku narodowego Dartmoor. Rzeka płynie w kierunku północnym, w końcowym biegu przepływa przez miasto Barnstaple. Uchodzi do zatoki Bideford Bay (część Kanału Bristolskiego), estuarium wspólnym z rzeką Torridge.
Na znacznym odcinku wzdłuż rzeki biegnie linia kolejowa Tarka Line.